# Phalangeroidea
I Falangeroidei (Phalangeroidea Thomas, 1888) sono una delle due superfamiglie in cui viene suddiviso il sottordine dei Falangeriformi. Comprende in tutto 31 specie, suddivise in due famiglie, i Burramidi e i Falangeridi.

## Tassonomia
- Famiglia Burramyidae
  - Genere Burramys (1 specie)
  - Genere Cercartetus (4 specie)

- Famiglia Phalangeridae
  - Sottofamiglia Ailuropinae
    - Genere Ailurops (2 specie)

  - Sottofamiglia Phalangerinae
    - Tribù Phalangerini
      - Genere Phalanger (13 specie)
      - Genere Spilocuscus (5 specie)

    - Tribù Trichosurini
      - Genere Strigocuscus (2 specie)
      - Genere Trichosurus (3 specie)
      - Genere Wyulda (1 specie)